# Венґжиновиці-Моджеве
Венґжиновиці-Моджеве (пол. Węgrzynowice-Modrzewie) — село в Польщі, у гміні Будзішевиці Томашовського повіту Лодзинського воєводства.
Населення — 150 осіб (2011).
У 1975-1998 роках село належало до Пйотрковського воєводства.

## Демографія
Демографічна структура станом на 31 березня 2011 року:
|          | Загалом | Допрацездатний вік | Працездатний вік | Постпрацездатний вік |
| -------- | ------- | ------------------ | ---------------- | -------------------- |
| Чоловіки | 72      | 16                 | 46               | 10                   |
| Жінки    | 78      | 13                 | 39               | 26                   |
| Разом    | 150     | 29                 | 85               | 36                   |